# Área de alta pressão

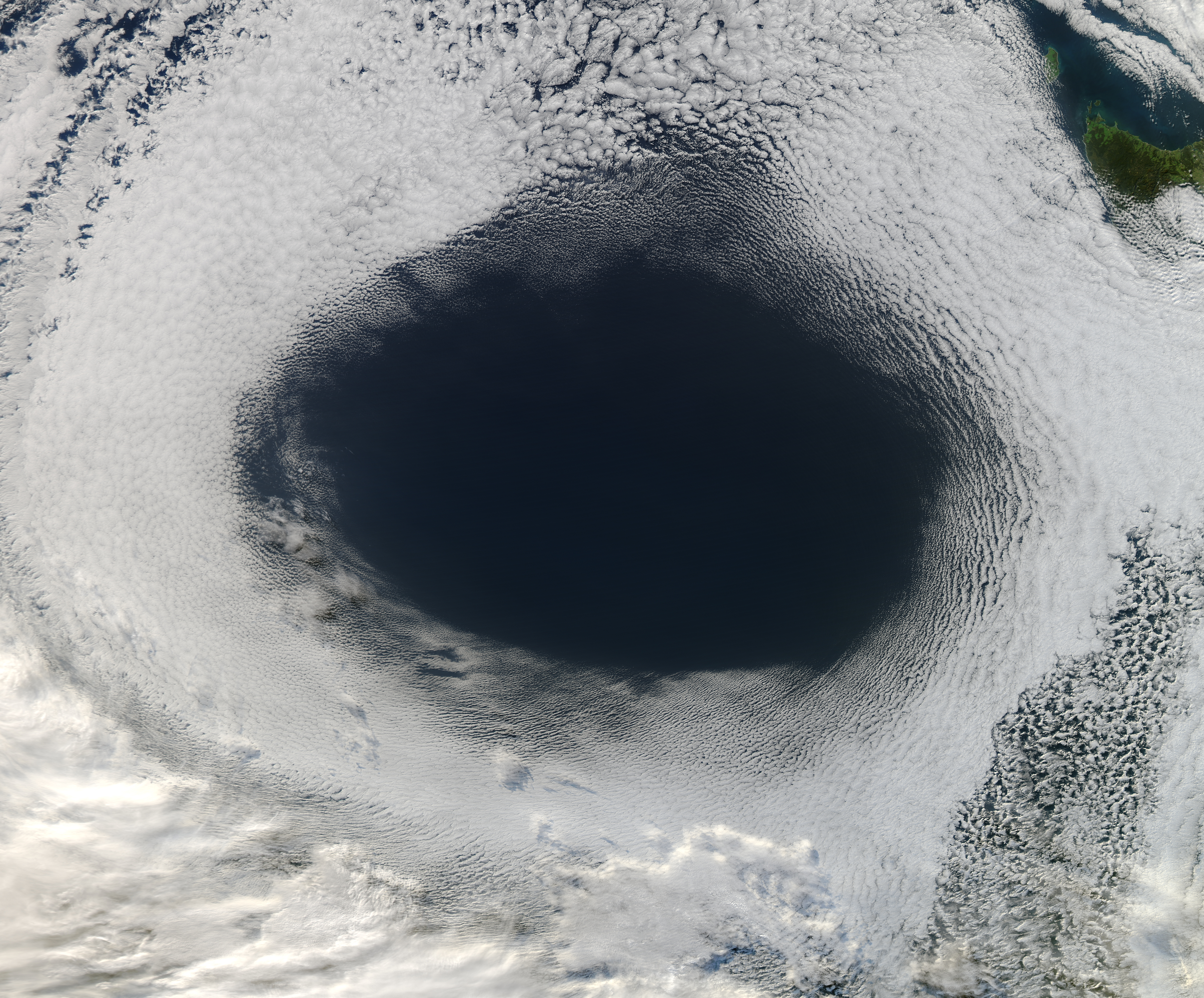
Imagem de satélite mostrando uma área de alta pressão ao sul da Austrália, evidenciada pela claridade nas nuvens.

Uma área de alta pressão é uma área próxima à superfície de um planeta em que a pressão atmosférica é maior do que a pressão nas regiões vizinhas. As áreas de alta pressão apresentam características meteorológicas de mesoescala que resultam de interações entre a dinâmica de escala sinótica da circulação atmosférica de um planeta inteiro.
As áreas de alta pressão mais fortes resultam de massas de ar frio que se espalham das regiões polares para as regiões frias vizinhas. Essas altas pressões enfraquecem quando se estendem sobre massas de água mais quentes.
As áreas de alta pressão mais fracas - mas que ocorrem com mais frequência - são causadas pela subsidência atmosférica: O ar se torna frio o suficiente para precipitar seu vapor de água, e grandes massas de ar mais frio e seco descem do alto.
Nas áreas de alta pressão, os ventos fluem de onde a pressão é mais alta, no centro da área, em direção à periferia, onde a pressão é mais baixa. No entanto, se o planeta estiver girando, a direção reta do fluxo de ar do centro para a periferia é desviada pela força inercial de Coriolis. Visto de cima, a direção do vento é desviada na direção oposta à rotação do planeta; isso causa a forma espiral característica dos ciclones tropicais, também conhecidos como furacões e tufões.
Nos mapas meteorológicos em inglês, os centros de alta pressão são identificados pela letra H. Os mapas meteorológicos em outros idiomas podem usar letras ou símbolos diferentes.

## Circulação de vento nos hemisférios norte e sul
A direção do fluxo de vento em torno de uma área de alta pressão atmosférica e de uma área de baixa pressão depende do hemisfério. Os sistemas de alta pressão giram no sentido horário no hemisfério norte; os sistemas de baixa pressão giram no sentido horário no hemisfério sul.
Os sistemas de alta pressão nas latitudes temperadas geralmente trazem clima quente na primavera e no verão, quando a quantidade de calor recebida do Sol durante o dia excede o que é perdido à noite, e clima frio no outono e no inverno, quando a quantidade de calor perdida à noite excede o que é ganho durante o dia (com os sistemas de baixa pressão é o contrário - as baixas no outono e no inverno trazem clima mais quente e clima mais frio na primavera e no verão).
As latitudes de 30N e 30S, as chamadas “latitudes dos cavalos”, têm alta pressão semipermanente ao seu redor, conhecida como alta subtropical, embora seu tamanho e localização exata variem de acordo com as estações. Na Costa Oeste dos Estados Unidos, a alta subtropical se expande na primavera e traz o clima de verão sem chuva característico da região. Ao se reduzir no outono, a Costa Oeste está sujeita a frentes frias do Pacífico que trazem chuva durante os meses frios. Na Costa Leste, ela traz ar quente e úmido no final da primavera e durante todo o verão. No outono, quando a alta subtropical se retira, o ar frio do Canadá assume o controle. Na Europa, o efeito é semelhante, pois a alta subtropical traz ao Mediterrâneo um clima quente e seco no verão e invernos frios e úmidos. A Europa ao norte dos Pireneus está em uma latitude mais alta, portanto o efeito da alta subtropical é um pouco menos significativo e essa região é caracterizada principalmente por um clima marítimo mais frio. No entanto, um verão particularmente quente, como o de 2003 ou 2019, em que a alta subtropical se expande mais do que o normal, pode trazer ondas de calor até o norte da Escandinávia - inversamente, enquanto a Europa teve um verão recorde de calor em 2003 devido a uma alta subtropical particularmente forte, sua contraparte na América do Norte foi excepcionalmente fraca e as temperaturas em todo o continente naquela primavera e verão foram úmidas e bem abaixo do normal.
No hemisfério sul, o resultado é semelhante. A Austrália e o cone sul da América do Sul têm um verão quente e seco devido à alta subtropical e um inverno mais frio e úmido, quando as frentes frias dos oceanos do sul assumem o controle.
No inverno, há o predomínio de máximas frias vindas do subártico. Na Europa Ocidental e na costa oeste da América do Norte, elas se originam no Golfo do Alasca ou na área da Groenlândia/Islândia e se deslocam de sul para sudeste. Como são principalmente massas de ar oceânico, elas trarão condições frias e úmidas com neblina generalizada. No leste da Ásia e no interior da América do Norte, essas massas de ar vêm da Sibéria ou do Canadá e trazem um ar muito frio e seco.
Os termos científicos usados para descrever os sistemas meteorológicos gerados por altos e baixos foram introduzidos em meados do século XIX, principalmente pelos britânicos. As teorias científicas que explicam os fenômenos gerais se originaram cerca de dois séculos antes.
O termo ciclone foi cunhado por Henry Piddington [en], da Companhia Britânica das Índias Orientais, para descrever a tempestade devastadora de dezembro de 1789 em Coringa, na Índia. Um ciclone se forma em torno de uma área de baixa pressão. Anticiclone, o termo para o tipo de clima em torno de uma área de alta pressão, foi cunhado em 1877 por Francis Galton para indicar uma área cujos ventos giravam na direção oposta à de um ciclone. A direção oposta ao sentido horário é chamada de anti-horário, tornando o rótulo "anticiclones" uma extensão lógica.
Uma regra simples é que, para áreas de alta pressão, onde geralmente o ar flui do centro para fora, a força inercial de Coriolis dada pela rotação da Terra à circulação do ar está na direção oposta da rotação aparente da Terra se vista de cima do polo do hemisfério. Portanto, tanto a Terra quanto os ventos ao redor de uma área de baixa pressão giram no sentido anti-horário no hemisfério norte e no sentido horário no hemisfério sul. O oposto a esses dois casos ocorre no caso de uma alta. Esses resultados derivam do efeito Coriolis.

## Formação

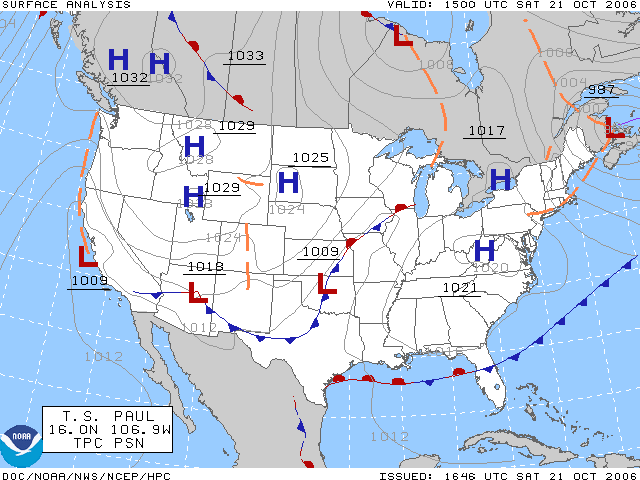
Uma análise do clima de superfície para os Estados Unidos em 21 de outubro de 2006.

As áreas de alta pressão se formam devido ao movimento descendente na troposfera, a camada atmosférica onde ocorre o clima. As áreas preferenciais dentro de um padrão de fluxo sinótico em níveis mais altos da troposfera estão abaixo do lado oeste das depressões.
Nos mapas meteorológicos, essas áreas mostram ventos convergentes (isóbaras), também conhecidos como zona de convergência, próximos ou acima do nível de não divergência, que fica próximo à superfície de pressão de 500 hPa, aproximadamente na metade da troposfera, e cerca de metade da pressão atmosférica na superfície.
Os sistemas de alta pressão também são chamados de anticiclones. Nos mapas meteorológicos em inglês, os centros de alta pressão são identificados pela letra H, dentro da isolinha com o valor de pressão mais alto. Nos mapas de nível superior de pressão constante, ele está localizado dentro do contorno da isolinha.

## Condições típicas

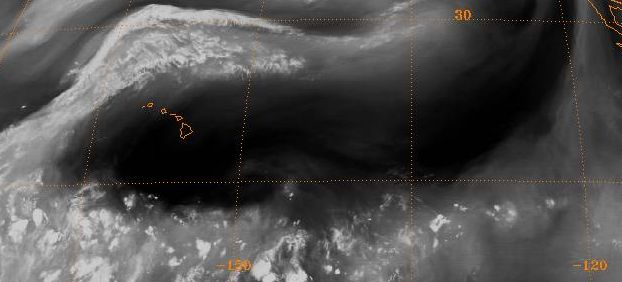
A alta subtropical aparece como uma grande área preta (seca) nesta imagem de satélite de vapor de água de setembro de 2000.

As altas estão frequentemente associadas a ventos fracos na superfície e subsidência na parte inferior da troposfera. Em geral, a subsidência secará uma massa de ar por meio de aquecimento adiabático ou compressional. Assim, a alta pressão normalmente traz céu limpo. Durante o dia, como não há nuvens para refletir a luz do sol, há mais irradiação solar de ondas curtas entrando e as temperaturas aumentam. À noite, a ausência de nuvens significa que a radiação de ondas longas (ou seja, a energia térmica da superfície) não é absorvida, resultando em temperaturas baixas diurnas mais frias em todas as estações. Quando os ventos da superfície se tornam fracos, a subsidência produzida diretamente sob um sistema de alta pressão pode levar a um acúmulo de partículas em áreas urbanas sob a crista, levando a uma névoa seca generalizada. Se a umidade relativa de baixo nível subir para 100% durante a noite, pode haver formação de nevoeiro.

A letra H é usada para representar uma área de alta pressão.

Os sistemas de alta pressão fortes e verticalmente rasos que se deslocam de latitudes mais altas para latitudes mais baixas no hemisfério norte estão associados a massas de ar árticas continentais. Quando o ar ártico se desloca sobre um oceano não congelado, a massa de ar se modifica muito sobre a água mais quente e assume o caráter de uma massa de ar marítima, o que reduz a força do sistema de alta pressão. Quando o ar extremamente frio se desloca sobre oceanos relativamente quentes, podem ocorrer baixas polares. No entanto, as massas de ar quentes e úmidas (ou tropicais marítimas) que se deslocam em direção ao polo a partir de fontes tropicais são mais lentas para se modificar do que as massas de ar árticas.

## Climatologia

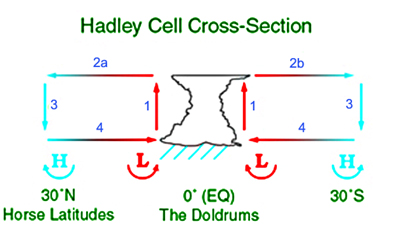
A célula de Hadley transporta calor e umidade dos trópicos para as latitudes médias do norte e do sul.

As latitudes dos cavalos, ou zona tórrida, estão aproximadamente no paralelo 30 e são a fonte dos sistemas quentes de alta pressão. À medida que o ar quente mais próximo do equador sobe, ele esfria, perdendo umidade; em seguida, é transportado para o polo, onde desce, criando a área de alta pressão. Isso faz parte da circulação da célula de Hadley e é conhecido como alta subtropical ou crista subtropical. Ela segue o rastro do sol ao longo do ano, expandindo-se para o norte (sul no Hemisfério Sul) na primavera e recuando para o sul (norte no Hemisfério Sul) no outono. A crista subtropical é um sistema de alta pressão de núcleo quente, o que significa que ela se fortalece com a altura. Muitos dos desertos do mundo são formados por esses sistemas climatológicos de alta pressão.
Algumas áreas climatológicas de alta pressão adquirem nomes regionais. O Anticiclone Siberiano frequentemente permanece quase estacionário por mais de um mês durante a época mais fria do ano, o que o torna único nesse aspecto. Ele também é um pouco maior e mais persistente do que sua contraparte na América do Norte. Os ventos de superfície aceleram os vales na costa oeste do Oceano Pacífico, causando as monções de inverno. Os sistemas de alta pressão do Ártico, como o Anticiclone Siberiano, são de núcleo frio, o que significa que enfraquecem com a altura. A influência do Anticiclone dos Açores, também conhecida como Anticiclone das Bermudas, traz tempo bom em grande parte do Oceano Atlântico Norte e ondas de calor no meio e no final do verão na Europa Ocidental. Ao longo de sua periferia ao sul, a circulação no sentido horário frequentemente impulsiona as ondas tropicais e os ciclones tropicais que se desenvolvem a partir delas através do oceano em direção às massas de terra na porção ocidental das bacias oceânicas durante a temporada de furacões no Atlântico. A pressão barométrica mais alta já registrada na Terra foi de 1.085,7 hPa, medida em Tosontsengel, Zavkhan [en], Mongólia, em 19 de dezembro de 2001.

## Conexão com o vento
O vento flui de áreas de alta pressão para áreas de baixa pressão. Isso se deve às diferenças de densidade entre as duas massas de ar. Como os sistemas de alta pressão mais fortes contêm ar mais frio ou mais seco, a massa de ar é mais densa e flui em direção a áreas quentes ou úmidas, que estão nas proximidades de áreas de baixa pressão, antes de suas frentes frias associadas. Quanto maior for a diferença de pressão, ou gradiente de pressão, entre um sistema de alta pressão e um sistema de baixa pressão, mais forte será o vento. A força inercial de Coriolis causada pela rotação da Terra é o que faz com que os ventos dentro dos sistemas de alta pressão circulem no sentido horário no hemisfério norte (à medida que o vento se move para fora e é desviado para a direita do centro de alta pressão) e no sentido anti-horário no hemisfério sul (à medida que o vento se move para fora e é desviado para a esquerda do centro de alta pressão). O atrito com a terra desacelera o fluxo de vento que sai dos sistemas de alta pressão e faz com que o vento flua mais para fora do que na ausência de atrito. Isso resulta no “vento real” ou “vento verdadeiro”, incluindo as correções ageostróficas, que se somam ao vento geostrófico, caracterizado pelo fluxo paralelo às isóbaras.